# Nous sommes éternels
Nous sommes éternels est un roman de Pierrette Fleutiaux publié le 28 août 1990 aux éditions Gallimard et ayant reçu la même année le prix Femina.

## Éditions
- Éditions Gallimard, coll. « Blanche », 1990,  (ISBN 2070719936).
- Éditions Gallimard, « Folio » no 2413, 1992  (ISBN 2070385485).

## Adaptation
Le livre est adapté en un opéra dont la création a eu lieu à l'Opéra-théâtre de Metz, le 16 novembre 2018 à Metz. La musique est composée par le compositeur belge Pierre Bartholomée.